# Malaia celebica
Malaia celebica är en skalbaggsart som beskrevs av Ohaus 1936. Malaia celebica ingår i släktet Malaia och familjen Rutelidae. Inga underarter finns listade i Catalogue of Life.